# Bourg-d'Oueil
Bourg-d'Oueil est une commune française située dans le sud-ouest du département de la Haute-Garonne, en région Occitanie. Sur le plan historique et culturel, la commune est dans le pays de Comminges, correspondant à l’ancien comté de Comminges, circonscription de la province de Gascogne située sur les départements actuels du Gers, de la Haute-Garonne, des Hautes-Pyrénées et de l'Ariège.
Exposée à un climat de montagne, elle est drainée par le Neste d'Oueil et par divers autres petits cours d'eau. La commune possède un patrimoine naturel remarquable composé de six zones naturelles d'intérêt écologique, faunistique et floristique.
Bourg-d'Oueil est une commune rurale qui compte 13 habitants en 2022, après avoir connu un pic de population de 171 habitants en 1821. Elle fait partie de l'aire d'attraction de Bagnères-de-Luchon. Ses habitants sont appelés les Bourgiens ou  Bourgiennes.

## Géographie

### Localisation
La commune de Bourg-d'Oueil se trouve dans le département de la Haute-Garonne, en région Occitanie.
Elle se situe à 113 km à vol d'oiseau de Toulouse, préfecture du département, à 33 km de Saint-Gaudens, sous-préfecture, et à 11 km de Bagnères-de-Luchon, bureau centralisateur du canton de Bagnères-de-Luchon dont dépend la commune depuis 2015 pour les élections départementales.
La commune fait en outre partie du bassin de vie de Bagnères-de-Luchon.
Les communes les plus proches sont : 
Cirès (1,8 km), Caubous (2,2 km), Mayrègne (3,8 km), Jurvielle (4,7 km), Poubeau (5,1 km), Portet-de-Luchon (5,2 km), Cathervielle (5,4 km), Saint-Paul-d'Oueil (5,7 km).
Sur le plan historique et culturel, Bourg-d'Oueil fait partie du pays de Comminges, correspondant à l’ancien comté de Comminges, circonscription de la province de Gascogne située sur les départements actuels du Gers, de la Haute-Garonne, des Hautes-Pyrénées et de l'Ariège.
Bourg-d'Oueil est limitrophe de sept autres communes dont quatre dans le département des Hautes-Pyrénées.
Les communes limitrophes sont  Bareilles, Bordères-Louron, Cazaux-Fréchet-Anéran-Camors, Cirès, Ferrère, Jurvielle et Poubeau.
| Bareilles (Hautes-Pyrénées)                    | Ferrère (Hautes-Pyrénées) |       |
| Bordères-Louron (Hautes-Pyrénées)              | Bourg-d'Oueil             | Cirès |
| Cazaux-Fréchet-Anéran-Camors (Hautes-Pyrénées) | Jurvielle, Poubeau        |       |

### Géologie et relief
Son altitude minimale est de 1 274 mètres, là où la Neste d'Oueil quitte la commune pour entrer sur celle de Cirès. Son altitude maximale s'élève selon deux sources différentes du Géoportail, soit à 2 150, soit à 2 147 mètres au Mont Né.

### Hydrographie
Elle est drainée par le Neste d'Oueil, Coume de Rèques, le ruisseau de Bales, le ruisseau de Hité, le ruisseau d'Escure Pécats, le ruisseau du Portet et par divers petits cours d'eau, constituant un réseau hydrographique de 14 km de longueur totale,.
Le Neste d'Oueil, d'une longueur totale de 12 km, prend sa source dans la commune et s'écoule vers le sud-est. Il traverse la commune et se jette dans la rivière l'One à Saint-Aventin, après avoir traversé 9 communes.

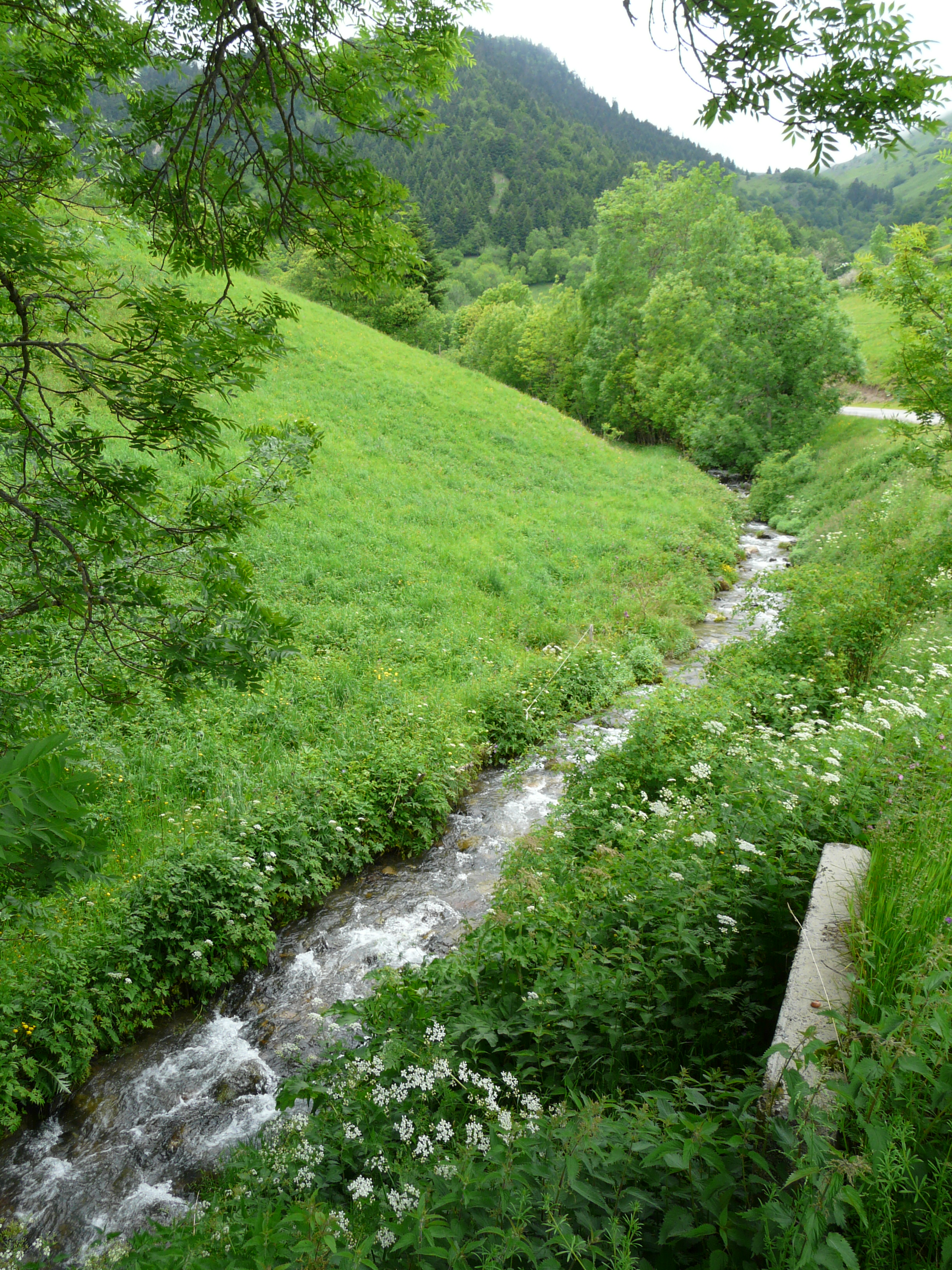
La Neste d'Oueil sur la commune.
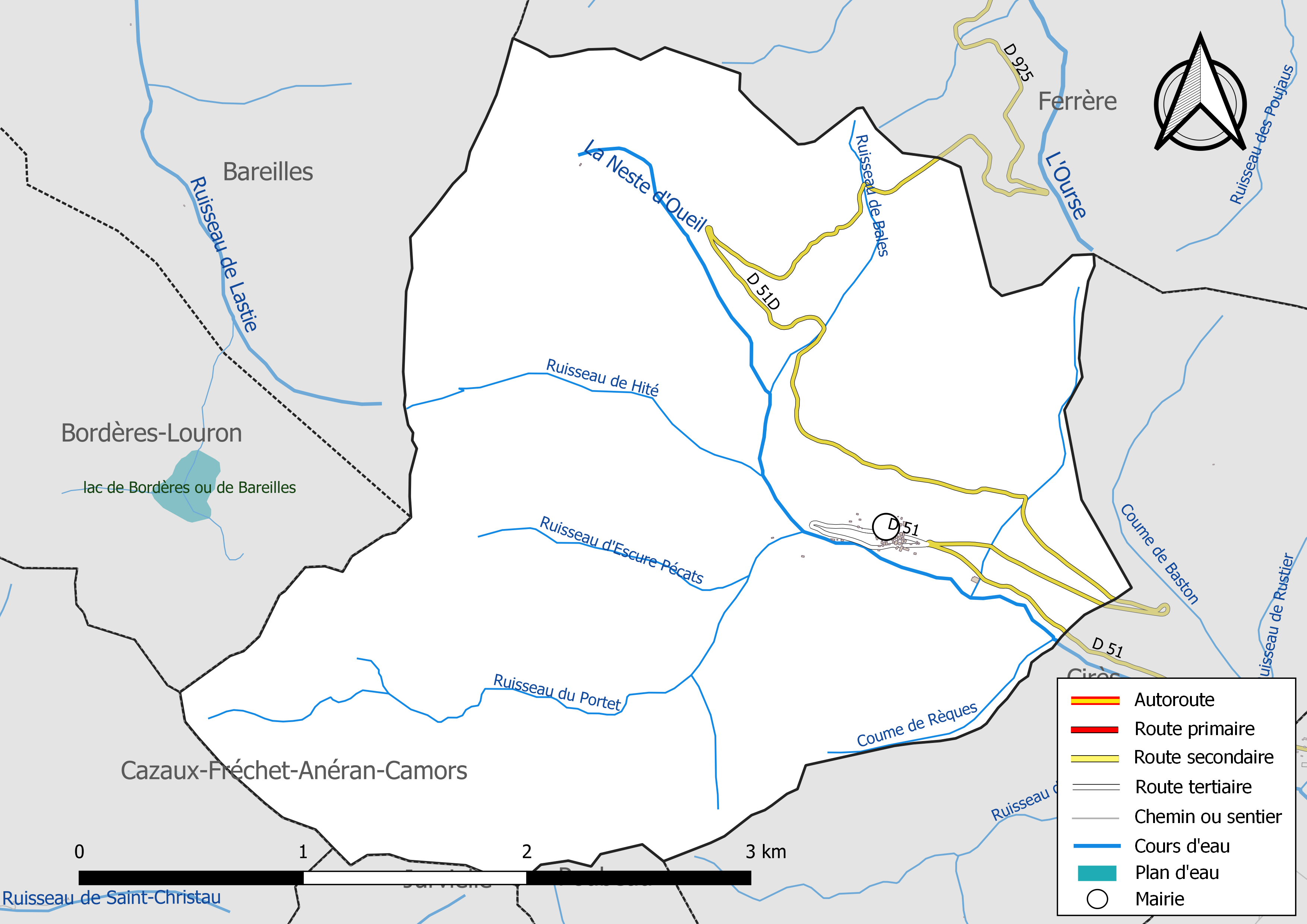
Réseaux hydrographique et routier de Bourg-d'Oueil.

### Climat
Pour des articles plus généraux, voir Climat de l'Occitanie et Climat de la Haute-Garonne.
En 2010, le climat de la commune est de type climat de montagne, selon une étude s'appuyant sur une série de données couvrant la période 1971-2000. En 2020, Météo-France publie une typologie des climats de la France métropolitaine dans laquelle la commune est exposée à un climat de montagne ou de marges de montagne et est dans la région climatique Pyrénées centrales, caractérisée par une pluviométrie annuelle de 1 000 à 1 200 mm.
Pour la période 1971-2000, la température annuelle moyenne est de 7,6 °C, avec une amplitude thermique annuelle de 14,9 °C. Le cumul annuel moyen de précipitations est de 1 134 mm, avec 10,2 jours de précipitations en janvier et 8,8 jours en juillet. Pour la période 1991-2020, la température moyenne annuelle observée sur la station météorologique la plus proche, située sur la commune de Bagnères-de-Luchon à 11 km à vol d'oiseau, est de 11,5 °C et le cumul annuel moyen de précipitations est de 940,5 mm,. Pour l'avenir, les paramètres climatiques de la commune estimés pour 2050 selon différents scénarios d’émission de gaz à effet de serre sont consultables sur un site dédié publié par Météo-France en novembre 2022.

### Milieux naturels et biodiversité

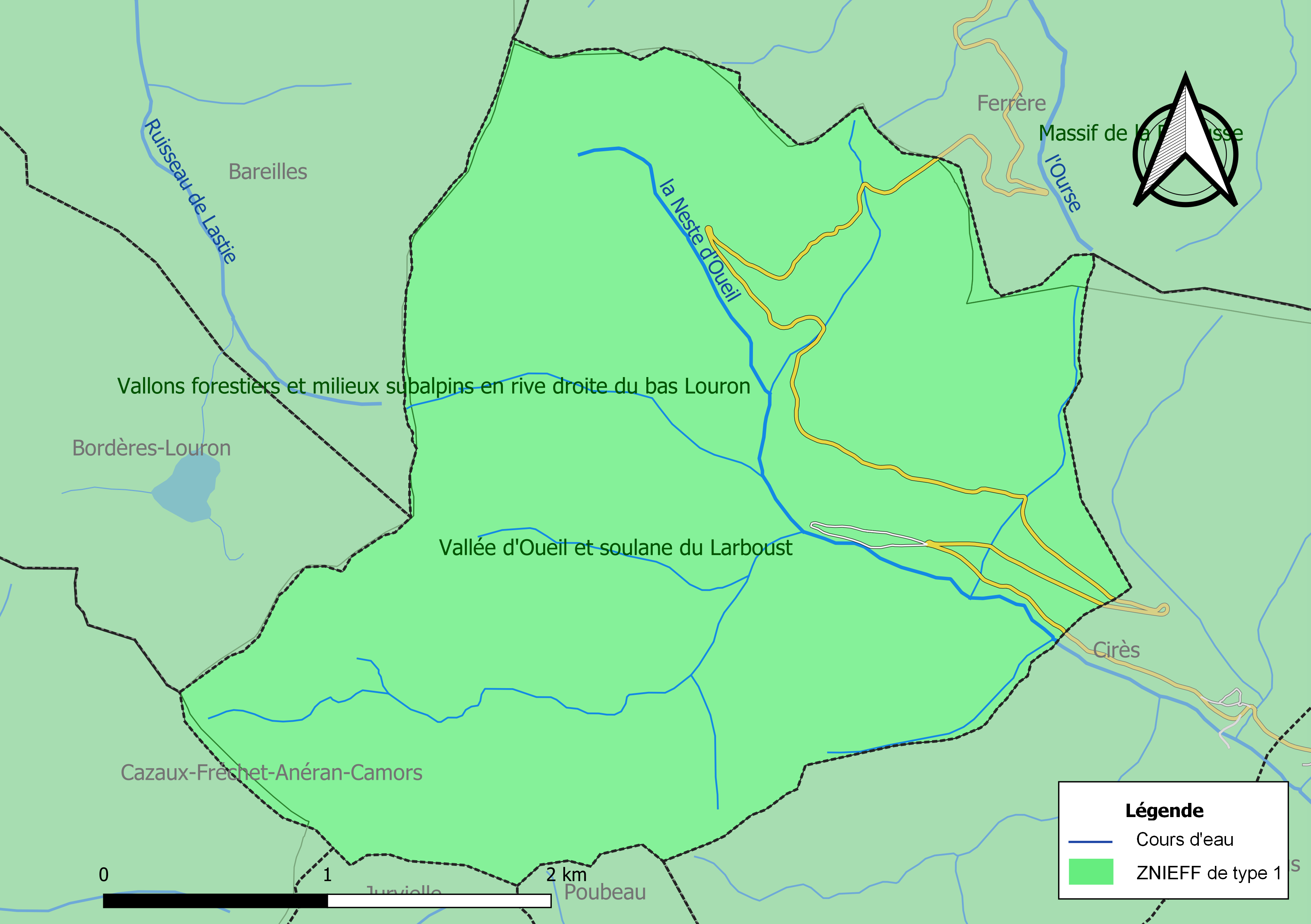
Carte des ZNIEFF de type 1 localisées sur la commune.

L’inventaire des zones naturelles d'intérêt écologique, faunistique et floristique (ZNIEFF) a pour objectif de réaliser une couverture des zones les plus intéressantes sur le plan écologique, essentiellement dans la perspective d’améliorer la connaissance du patrimoine naturel national et de fournir aux différents décideurs un outil d’aide à la prise en compte de l’environnement dans l’aménagement du territoire.
Trois ZNIEFF de type 1 sont recensées sur la commune :
- le « massif de la Barousse » (6 802 ha), couvrant 12 communes dont deux dans la Haute-Garonne et dix dans les Hautes-Pyrénées[17] ;
- la « vallée d'Oueil et soulane du Larboust » (6 150 ha), couvrant 27 communes dont 21 dans la Haute-Garonne et six dans les Hautes-Pyrénées[18],
- les « vallons forestiers et milieux subalpins en rive droite du bas Louron » (6 635 ha), couvrant 17 communes dont deux dans la Haute-Garonne et 15 dans les Hautes-Pyrénées[19] ;

et trois ZNIEFF de type 2, : 
- la « Haute montagne en Haute-Garonne » (33 294 ha), couvrant 49 communes dont 41 dans la Haute-Garonne et huit dans les Hautes-Pyrénées[20] ;
- le « massif de la Barousse et chaînon du sommet d´Antenac au cap de Pouy de Hourmigué » (15 691 ha), couvrant 33 communes dont 18 dans la Haute-Garonne et 15 dans les Hautes-Pyrénées[21] ;
- la « vallée du Louron » (16 472 ha), couvrant 30 communes dont six dans la Haute-Garonne et 24 dans les Hautes-Pyrénées[22].

## Urbanisme

### Typologie
Au 1er janvier 2024, Bourg-d'Oueil est catégorisée commune rurale à habitat très dispersé, selon la nouvelle grille communale de densité à sept niveaux définie par l'Insee en 2022.
Elle est située hors unité urbaine. Par ailleurs la commune fait partie de l'aire d'attraction de Bagnères-de-Luchon, dont elle est une commune de la couronne,. Cette aire, qui regroupe 44 communes, est catégorisée dans les aires de moins de 50 000 habitants,.

### Occupation des sols
L'occupation des sols de la commune, telle qu'elle ressort de la base de données européenne d’occupation biophysique des sols Corine Land Cover (CLC), est marquée par l'importance des forêts et milieux semi-naturels (90,6 % en 2018), une proportion identique à celle de 1990 (90,6 %). La répartition détaillée en 2018 est la suivante : 
milieux à végétation arbustive et/ou herbacée (64,7 %), forêts (25,9 %), prairies (9,4 %). L'évolution de l’occupation des sols de la commune et de ses infrastructures peut être observée sur les différentes représentations cartographiques du territoire : la carte de Cassini (XVIIIe siècle), la carte d'état-major (1820-1866) et les cartes ou photos aériennes de l'IGN pour la période actuelle (1950 à aujourd'hui).

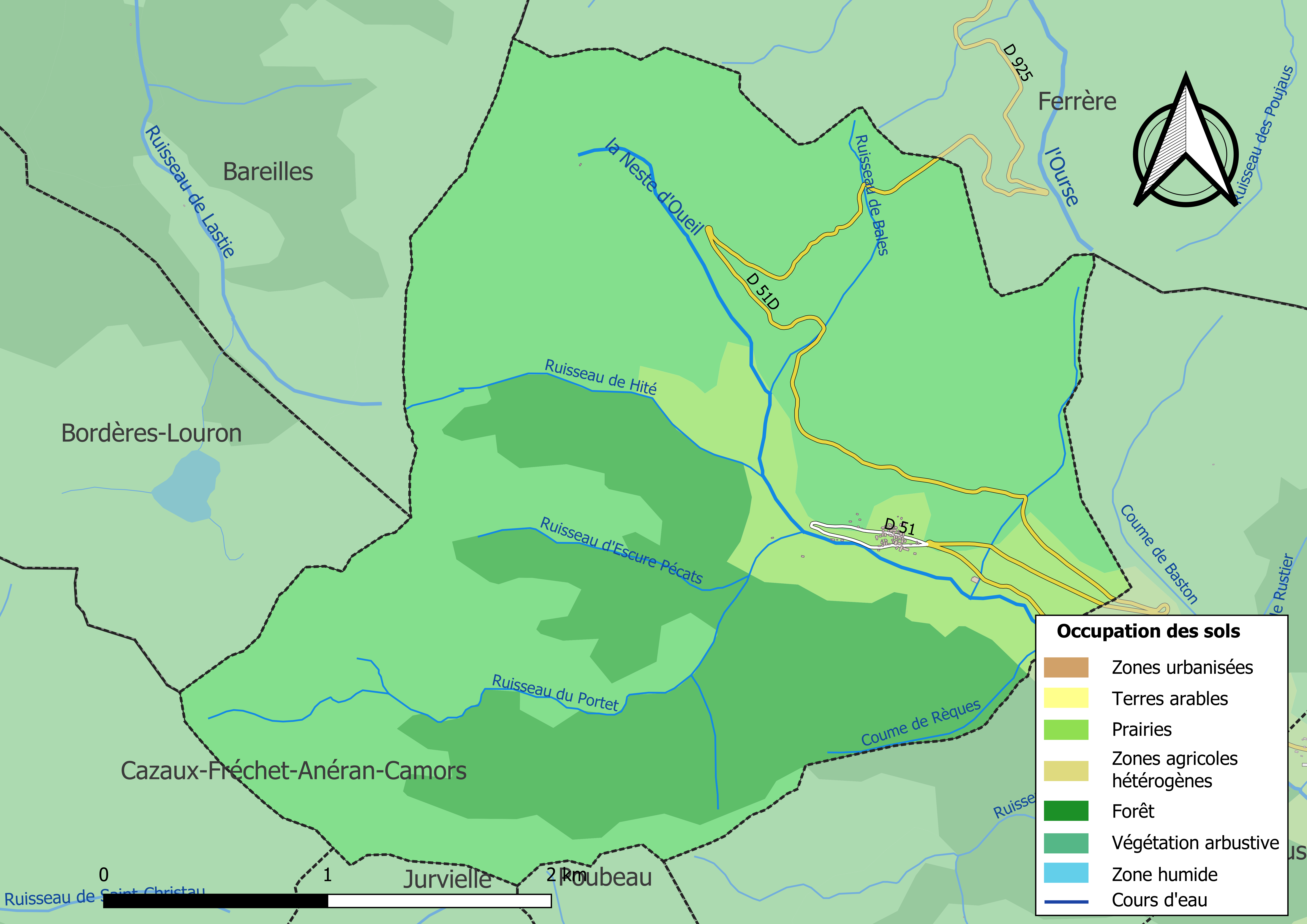
Carte des infrastructures et de l'occupation des sols de la commune en 2018 (CLC).

### Voies de communication et transports
Accès avec la route départementale D 51.

### Risques majeurs
Le territoire de la commune de Bourg-d'Oueil est vulnérable à différents aléas naturels : météorologiques (tempête, orage, neige, grand froid, canicule ou sécheresse), inondations, feux de forêts, mouvements de terrains, avalanche  et séisme (sismicité moyenne). Un site publié par le BRGM permet d'évaluer simplement et rapidement les risques d'un bien localisé soit par son adresse soit par le numéro de sa parcelle.
Certaines parties du territoire communal sont susceptibles d’être affectées par le risque d’inondation par débordement de cours d'eau, notamment le Neste d'Oueil. La commune a été reconnue en état de catastrophe naturelle au titre des dommages causés par les inondations et coulées de boue survenues en 1982, 1999 et 2009,.
Un plan départemental de protection des forêts contre les incendies a été approuvé par arrêté préfectoral du 25 septembre 2006. Bourg-d'Oueil est exposée au risque de feu de forêt du fait de la présence sur son territoire du massif des Pyrénées. Il est ainsi défendu aux propriétaires de la commune et à leurs ayants droit de porter ou d’allumer du feu dans l'intérieur et à une distance de 200 mètres des bois, forêts, plantations, reboisements ainsi que des landes. L’écobuage est également interdit, ainsi que les feux de type méchouis et barbecues, à l’exception de ceux prévus dans des installations fixes (non situées sous couvert d'arbres) constituant une dépendance d'habitation,

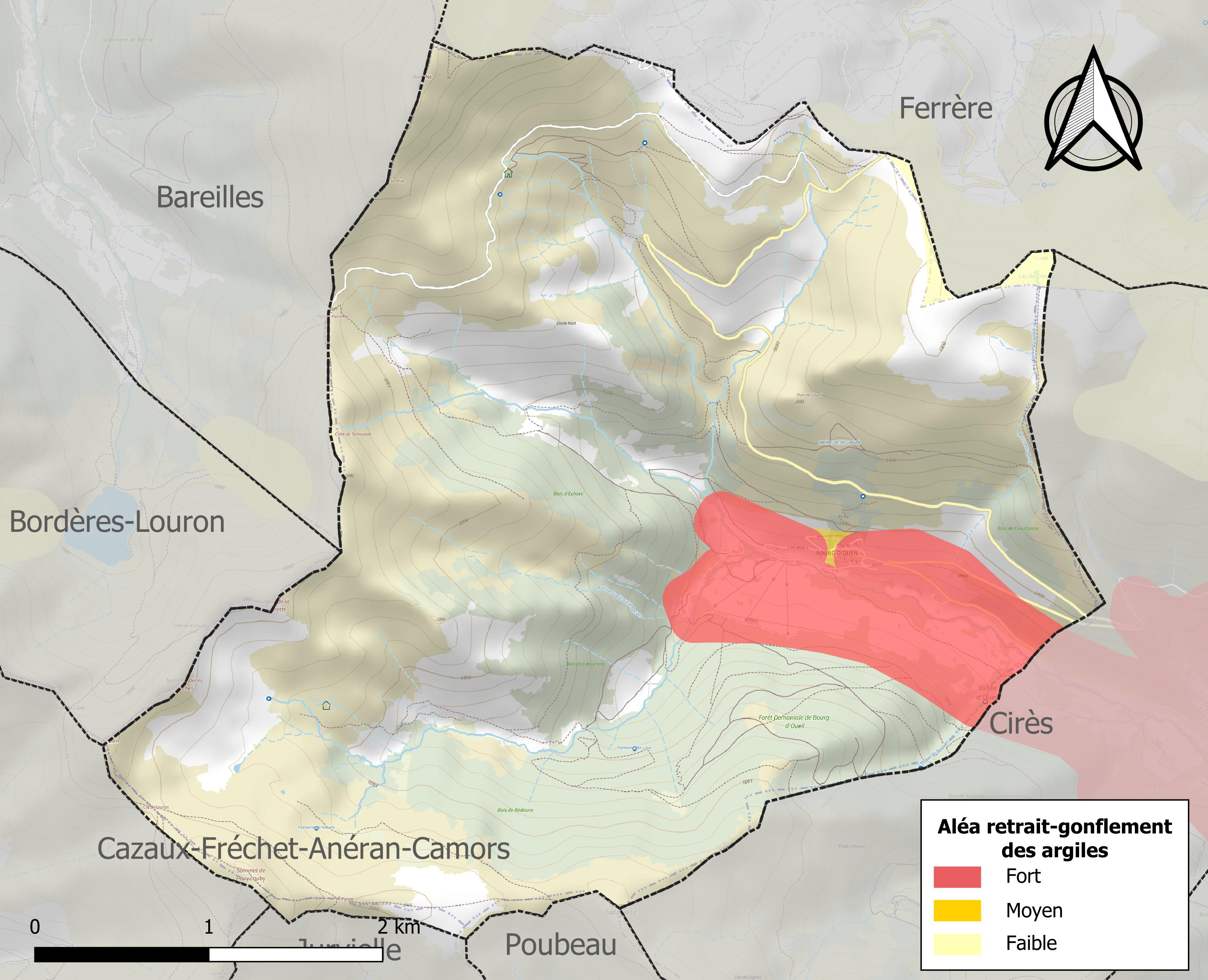
Carte des zones d'aléa retrait-gonflement des sols argileux de Bourg-d'Oueil.

La commune est vulnérable au risque de mouvements de terrains constitué principalement du retrait-gonflement des sols argileux. Cet aléa est susceptible d'engendrer des dommages importants aux bâtiments en cas d’alternance de périodes de sécheresse et de pluie. 8,9 % de la superficie communale est en aléa moyen ou fort (88,8 % au niveau départemental et 48,5 % au niveau national). Sur les 43 bâtiments dénombrés sur la commune en 2019, 43 sont en aléa moyen ou fort, soit 100 %, à comparer aux 98 % au niveau départemental et 54 % au niveau national. Une cartographie de l'exposition du territoire national au retrait gonflement des sols argileux est disponible sur le site du BRGM,.
Par ailleurs, afin de mieux appréhender le risque d’affaissement de terrain, l'inventaire national des cavités souterraines permet de localiser celles situées sur la commune.
Concernant les mouvements de terrains, la commune a été reconnue en état de catastrophe naturelle au titre des dommages causés par des mouvements de terrain en 1999.

## Toponymie
Étymologie de Bourg d'Oueil (monographie de 1886) - Origine de La Vallée d'Oueil ' Le Petit commingeois Louis Saudinos 1950)
Nous croyons devoir donner à la fois l’étymologie de la commune et celle de la vallée. Comme l’indique le mot seul, Bourg vient de Burgus et désigne une forte agglomération. Quant à la qualification  d’Oueil, les savants sont très partagés : les uns font dériver ce mot de la corruption de terme latin Ovium, en patois Goueillo (ou Vallis Ovium.—Vallée  des brebis) ; les autres le font dériver du terme latin Oculi (ou Vallis oculi,--- Vallée de l’œil). Ce qu’il y a de certain c’est que les manuscrits anciens l’appellent presque toujours la « Vallis Occuli », d’ou il résulterait que l’origine du mot viendrait réellement de la corruption  du terme Oculi latin. Toutefois, je ne comprends pas pourquoi on aurait ainsi nommé la vallée, quoique l’œil se dise Goueil, en patois, je préfèrerais le faire dériver de Brebis, à cause des troupeaux considérables qu’elle renferme.
Le peintre Romain Caze adoptant, avec plusieurs savants la même opinion, représente la Vallée sous la forme d’une vierge ayant une brebis à ses côtés ; cette fresque se trouve dans la salle  des Pas-Perdus des Thermes de Bagnères-de-Luchon.

## Histoire
Avant la Révolution, la commune faisait partie du gouvernement de Guyenne et de Gascogne. – Élection de Comminges. –Châtellenie de Fronsac (ou Frontignes). Généralité d’Auch. Le seigneur de Mauléon, en Barousse soumis au seigneur de Barbazan, y percevais  la moitié des droits royaux avec son coseigneur de Saint Paul, et avait le droit d’y exercer avec lui la justice, sous la juridiction du comte de Comminges. C’est ce qui résulte des parchemins des XIVe, XVe, XVIe et XVIIe siècles, qui se trouvent entre les mains de Monsieur Gerdessus, maire de Cirès et de Monsieur Comet, propriétaire à Bourg. Malgré leurs droits, la justice ne fut jamais rendue par eux, parce que « Qui avait le Roy pour compagnon était censé l’avoir pour maître.» Telle était la maxime en honneur dans le Parlement de Toulouse.

## Politique et administration

### Rattachements administratifs et électoraux
Commune faisant partie de la huitième circonscription de la Haute-Garonne, de la communauté de communes des Pyrénées Haut-Garonnaises et du canton de Bagnères-de-Luchon avant le 1er janvier 2017 Bourg-d'Oueil faisait partie de la communauté de communes du Pays de Luchon.

### Tendances politiques et résultats

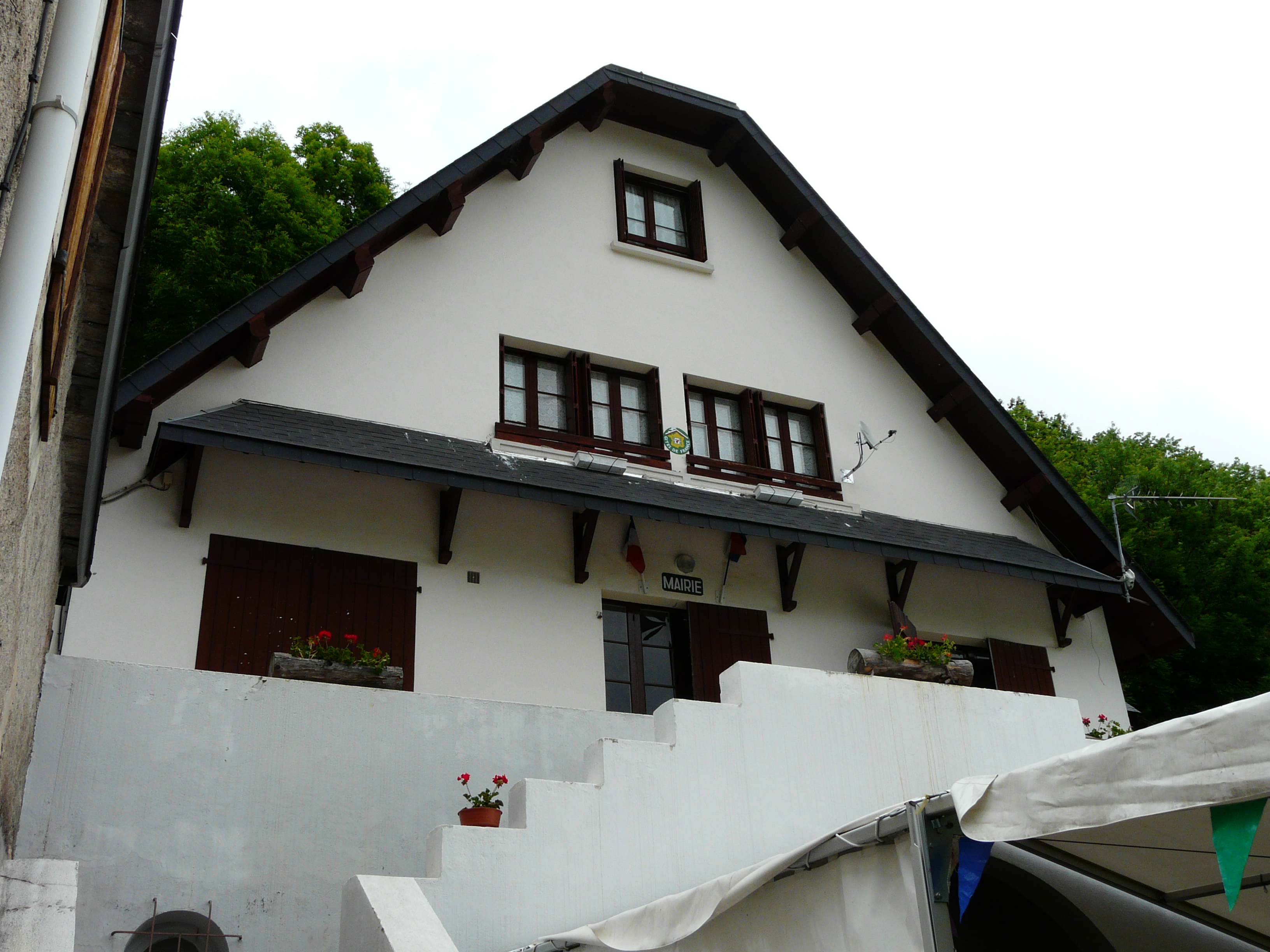
La mairie.

### Liste des maires
| Période                                  | Période      | Identité         | Étiquette | Qualité            |
| ---------------------------------------- | ------------ | ---------------- | --------- | ------------------ |
| Les données manquantes sont à compléter. |              |                  |           |                    |
| 1989                                     | 2001         | Prosper Ballarin | PS        |                    |
| mars 2001                                | octobre 2011 | Marius Ballarin  | PS        | Frère du précédent |
| 2012 (réélu en mars 2014)                | En cours     | Henri Jamme      | PS        | Éleveur retraité   |

## Population et société

### Démographie
L'évolution du nombre d'habitants est connue à travers les recensements de la population effectués dans la commune depuis 1793. Pour les communes de moins de 10 000 habitants, une enquête de recensement portant sur toute la population est réalisée tous les cinq ans, les populations de référence des années intermédiaires étant quant à elles estimées par interpolation ou extrapolation. Pour la commune, le premier recensement exhaustif entrant dans le cadre du nouveau dispositif a été réalisé en 2006.

En 2022, la commune comptait 13 habitants, en évolution de +116,67 % par rapport à 2016 (Haute-Garonne : +8,02 %, France hors Mayotte : +2,11 %).
| 1793 | 1800 | 1806 | 1821 | 1831 | 1836 | 1841 | 1846 | 1851 |
| ---- | ---- | ---- | ---- | ---- | ---- | ---- | ---- | ---- |
| 166  | 76   | 101  | 171  | 148  | 145  | 129  | 135  | 136  |

| 1856 | 1861 | 1866 | 1872 | 1876 | 1881 | 1886 | 1891 | 1896 |
| ---- | ---- | ---- | ---- | ---- | ---- | ---- | ---- | ---- |
| 132  | 112  | 141  | 113  | 105  | 98   | 86   | 100  | 76   |

| 1901 | 1906 | 1911 | 1921 | 1926 | 1931 | 1936 | 1946 | 1954 |
| ---- | ---- | ---- | ---- | ---- | ---- | ---- | ---- | ---- |
| 66   | 72   | 58   | 57   | 55   | 52   | 43   | 52   | 39   |

| 1962 | 1968 | 1975 | 1982 | 1990 | 1999 | 2006 | 2011 | 2016 |
| ---- | ---- | ---- | ---- | ---- | ---- | ---- | ---- | ---- |
| 36   | 21   | 18   | 21   | 19   | 10   | 11   | 9    | 6    |

| 2021 | 2022 | - | - | - | - | - | - | - |
| ---- | ---- | - | - | - | - | - | - | - |
| 10   | 13   | - | - | - | - | - | - | - |

| selon la population municipale des années : | 1968 | 1975 | 1982 | 1990 | 1999 | 2006 | 2009 | 2013 |
| Rang de la commune dans le département      | 572  | 576  | 571  | 582  | 584  | 583  | 586  | 587  |
| Nombre de communes du département           | 592  | 582  | 586  | 588  | 588  | 588  | 589  | 589  |

### Enseignement
Bourg-d'Oueil fait partie de l'académie de Toulouse.

### Culture et festivité
Panthéon pyrénéen

### Activités sportives
Chasse, randonnée pédestre, 12e étape du Tour de France 2017.

### Écologie et recyclage
La collecte et le traitement des déchets des ménages et des déchets assimilés ainsi que la protection et la mise en valeur de l'environnement se font dans le cadre de la communauté de communes des Pyrénées Haut-Garonnaises.

## Économie

### Emploi
|                | 2008   | 2013  | 2018  |
| -------------- | ------ | ----- | ----- |
| Commune        | 28,5 % | 0 %   | 0 %   |
| Département    | 7,7 %  | 9,6 % | 9,3 % |
| France entière | 8,3 %  | 10 %  | 10 %  |

En 2018, la population âgée de 15 à 64 ans s'élève à 3 personnes, parmi lesquelles on compte 75 % d'actifs (75 % ayant un emploi et 0 % de chômeurs) et 25 % d'inactifs,. En  2018, le taux de chômage communal (au sens du recensement) des 15-64 ans est inférieur à celui de la France et du département, alors qu'en 2008 la situation était inverse.
La commune fait partie de la couronne de l'aire d'attraction de Bagnères-de-Luchon, du fait qu'au moins 15 % des actifs travaillent dans le pôle,. Elle compte 1 emplois en 2018, contre 1 en 2013 et 6 en 2008. Le nombre d'actifs ayant un emploi résidant dans la commune est de 3, soit un indicateur de concentration d'emploi de 33,3 % et un taux d'activité parmi les 15 ans ou plus de 50 %.
Sur ces 3 actifs de 15 ans ou plus ayant un emploi, 1 travaillent dans la commune, soit 33 % des habitants. Pour se rendre au travail, 66,7 % des habitants utilisent un véhicule personnel ou de fonction à quatre roues et 33,3 % n'ont pas besoin de transport (travail au domicile).

### Activités hors agriculture
Deux établissements seulement relevant d’une activité hors champ de l’agriculture sont implantés  à Bourg-d'Oueil au 31 décembre 2019.

### Agriculture
|               | 1988 | 2000 | 2010 | 2020 |
| ------------- | ---- | ---- | ---- | ---- |
| Exploitations | 4    | 2    | 1    | 1    |
| SAU (ha)      | 160  | 195  | 164  | 332  |

La commune est dans les « Pyrénées centrales », une petite région agricole occupant le sud du département de la Haute-Garonne, massif montagneux où s’étagent les vallées profondes, la forêt et les zones intermédiaires, les estives. En 2020, l'orientation technico-économique de l'agriculture  sur la commune est l'élevage d'ovins ou de caprins. Une seule  exploitation agricole ayant son siège dans la commune est recensée lors du recensement agricole de 2020 (quatre en 1988). La superficie agricole utilisée est de 332 ha,,.

## Culture locale et patrimoine

### Lieux et monuments
- L'église Saint-Blaise, à clocher-mur, datant des XIe et XIVe siècles[46].
- Balade dans les Pyrénées.
- Port de Balès

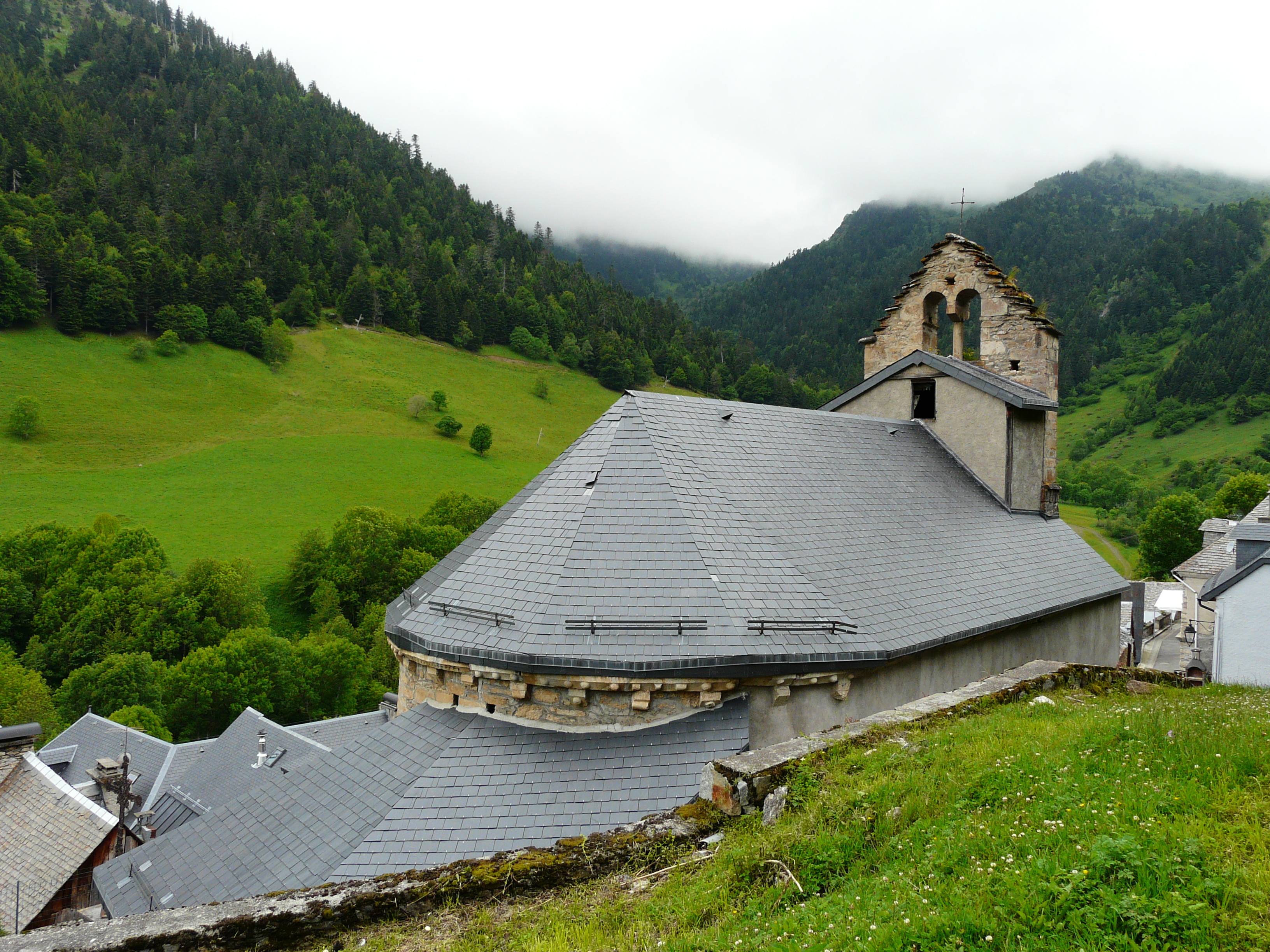
L'église Saint-Blaise.
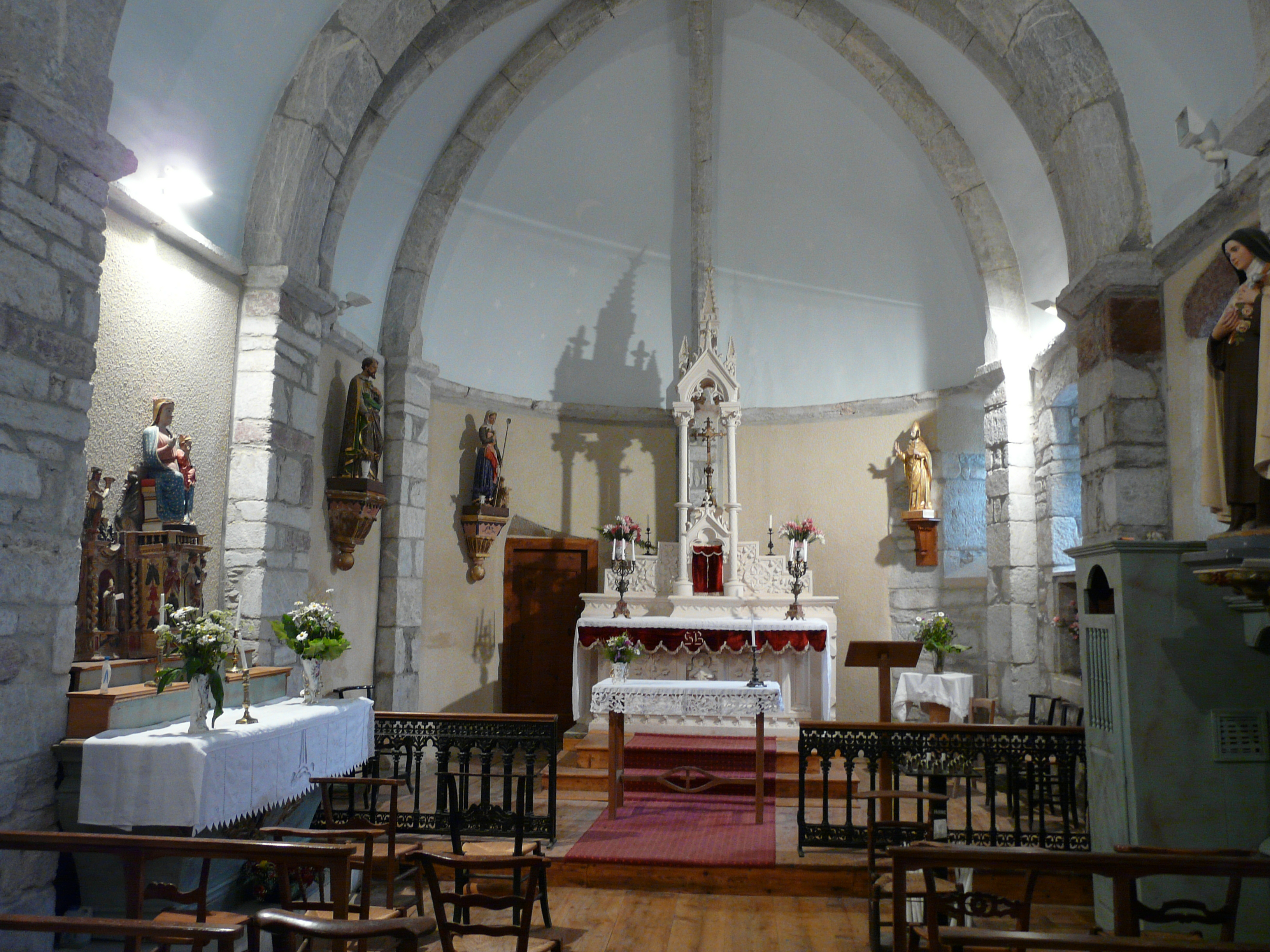
Le chœur de l'église.
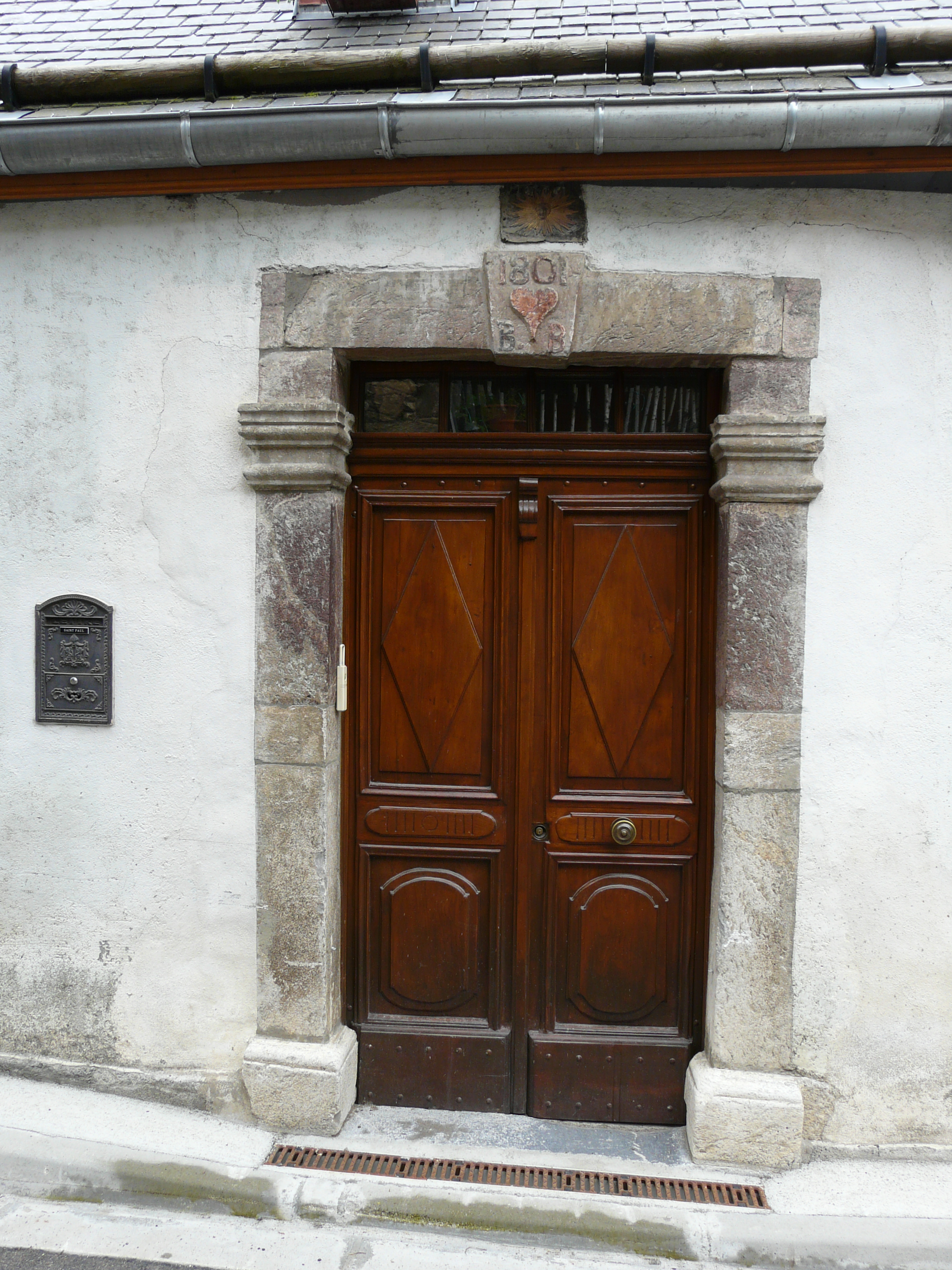
Portail dans le village.
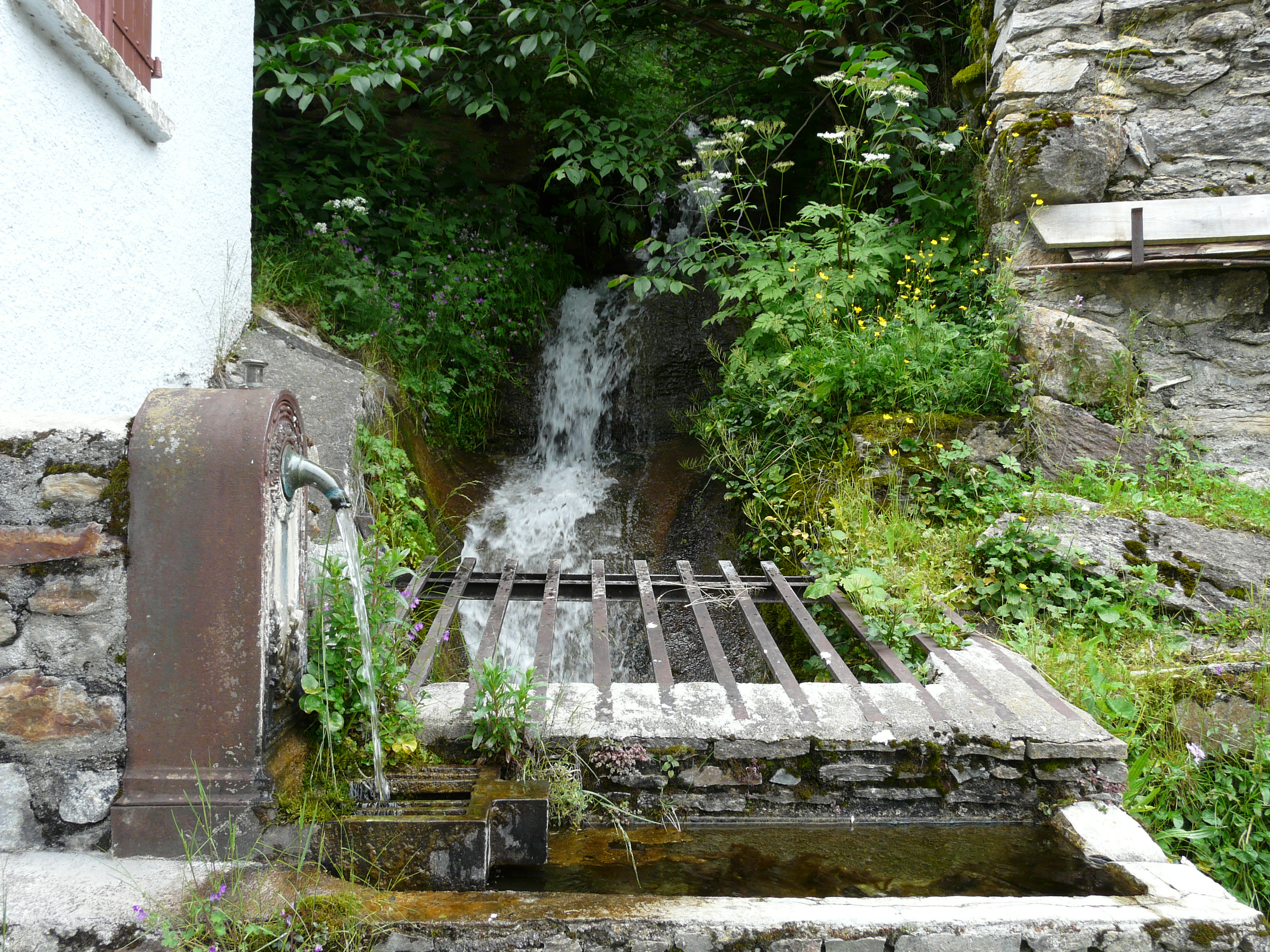
Fontaine et ruisseau dans le village.